# Nebojša Popović
Nebojša Popović, född 28 april 1947 i Prijedor i dåvarande SFR Jugoslavien, är en bosnienserbisk före detta handbollsspelare.
Han tog OS-guld i herrarnas turnering i samband med de olympiska handbollstävlingarna 1972 i München.